# Mateu Obrador
Mateu Obrador i Bennàssar, né à Felanitx en 1852 et mort à Palma de Majorque en 1909, est un écrivain espagnol d’expression catalane.
Il prit part, à la suite de son ami Jeroni Rosselló, à la première édition des œuvres en catalan de Raymond Lulle.
Il fut récompensé aux Jeux floraux en 1871, 1874 et 1878.

## Œuvres
- Los pretendents : joguina còmica en un acte y en vers (1877)
- Devers dels homens : parlament a un jovensà (1877)
- Poncelles : aplech de petites poesies (1880)
- Libre del gentil e los tres savis ; Libre de la primera e segona intencio ; Libre de mil proverbis, edition des livres de Raymond Lulle (1901)
- Obres originals del illuminat doctor mestre Ramon Llull (1903)
- Obras de Ramón Llull : Felix de les maravelles del mon (1903)
- Llibre de Amic e Amat (1904)
- La Nostra arqueología literaria (1905)
- Llibre de les bèsties : text original (1905)
- Estudi de les doctrines sociologiques de Ramon Llull (1905)
- Doctrina pueril ; Libre del Orde de Cavalleria ; Libre de clerecia ; Art de confessió (1906)
- Libre de contemplació en Déu (1906)